# Бровары
Бровары́ (укр. Бровари́) — город в Киевской области Украины, административный центр Броварского района и Броварской городской общины, самый большой город-спутник Киева и самый большой город Киевской агломерации после столицы. Население города — 100 374 человек (2024).

## Происхождение названия
Есть несколько версий о происхождении названия города Бровары, самая распространённая из них — это происхождение названия от профессии пивовар. Слово бровар имеет польско-немецкую историю (имеет общее происхождение с английскими словами brew и beer), но в XVII веке оно уже было распространено и на территории современной Украины.
Очевидно, что, входя в город, люди говорили на местных бровари (пивовары во множественном числе), именно так, с окончанием — и, название города употреблялась до 1969 года, хотя и не последовательно. В поэме Тараса Шевченко Катерина тоже употребляется название Бровари. При картографировании украинских городов в XVII—XVIII веках были допущены ошибки, из-за чего название города потеряло своё звучание и стало писаться как Броварки.
Постепенно название «Бровары» полностью вытеснило «Бровари» из употребления броварчан, последняя официальная карта с обозначением Бровари датирована 1885 годом, а последний документ с таким названием — 1968 года.
Броварские историки считают, что настоящее название города — именно Бровари.
По другим источникам название Бровары происходит от выражения «бравые воры» (смелые разбойники), о чём свидетельствует северский перевод: «Разбойники украли девушек (это северский обычай — по Нестору-летописцу) и поставили несколько домов. Женщины варили, а мужчины ходили на добычу. Отсюда и название Борворы. Разбойники занимались броварством. Вот кто и говорил Борворы, а кто Бровары».
Если не принимать во внимание искусственных лингвистических образований, то есть убедительный материал предания о бравых ворах. Бравые означает сильные, славные или дикие по аналогии со словом варвар. Вор означает хитрый, скрытный. Этот перевод «Бровары — бравые воры» связывает в единое целое Бровары, что на лугу Вороговище, название села Заворичи (живущие за ворами) и древнюю летописное название Ворович.
На карте Украины Боплана 1648 года Бровары появились под названием «Brewary». Затем, на более поздних картах город появился под названиями Brovary и Browary.
Транслитерация названия города на других языках:
- Бровары — русский;
- Brovary — английский и большинство европейских языков (например, французский), которые пользуются латиницей;
- Browary — польский и немецкий язык — то же, только вместо v внутри w;
- Brovarai — литовский;
- Brovarî — румынский.

## История

### XVII и XVIII века
Первое упоминание о городе — 1628 года. В то время это был небольшой населённый пункт, в котором насчитывалось 46 крестьянских и 68 казацких дворов. В основном, крестьяне занимались земледелием, а более состоятельные казаки — виноделием и пивоварением (по-украински броварство, от этого, вероятно, и происходит название города). Большая часть Остёрского староства, в которое входили и Бровары, принадлежала князю Иеремии Вишневецкому.
В начале антипольского освободительного восстания Богдана Хмельницкого 1648—1654 годов князь Вишневецкий укрепил Бровары, сосредоточив тут большой вооружённый отряд. Но под ударами восставших крестьян этот отряд был вынужден покинуть городок. В это время (1648—1649 годы) в Броварах создаётся казацкая сотня, первым сотником которой был Фёдор Ведмидь.
По данным «Переписных книг» в 1666 году в городке насчитывалось 68 казацких и 46 крестьянских дворов. В 1667 году Броварская сотня вошла в состав Киевской сотни в связи с расширением границ последней.
В документах за 1787 год записано, что в Броварах проживает 487 жителей — казаков и казённых крестьян, тут также находится поместье секунд-майора Кабатова.

### XIX век
В 1817 году в городке построена почтовая станция. В 1836 году начато строительство шоссе, которое соединило Бровары с левым берегом Днепра. С 1868 до 1870 года в Броварах функционировал Киевский железнодорожный вокзал.
В XIX веке Бровары было волостным центром Броварской волости Остерского уезда Черниговской губернии. В селе была Петропавловская и Троицкая церковь.
По состоянию на 1897—1898 годы в Броварах насчитывалось 464 двора, проживало 4312 жителей. Действовала церковно-приходская школа, позже была построена земская начальная школа, которая в 1896 году преобразована в двухклассное сельское училище. Через семь лет в ней уже учились 208 учеников, преподавание велось на русском языке. В 1897 году в Броварах открыта сельская библиотека.

### XX век
В январе 1918 года в Броварах установлена советская власть. В годы гражданской войны Бровары и Броварский уезд были ареной боёв между наступающими с севера красными войсками и частями армии УНР, в частности 1-м пехотным полком Сечевых стрельцов под командованием полковника И. Вогульского. В ночь на 25 января 1919 года красные части заняли село Семиполки, где разместился штаб Н. Щорса. 1 февраля 1919 года Богунский полк занял Бровары.
Броварский район был создан весной 1923 года.
По данным переписи 1926 года, украинцы составляли 86,2 % населения города, евреи — 10,0 %, русские — 2,7 %, поляки — 0,3 %. Украинский язык родным назвали 84,4 % населения Броваров, еврейский — 9,3 %, русский — 5,0 %, польский — 0,2 %.
В 1930 году функции районного центра перешли к Дымерке, которая стала Великой Дымеркой. В 1937 году Бровары снова стали центром Броварского района.
В 1933 году в Броварах было начато строительство аэропорта, который с 1935 года стал функционировать как центральный аэропорт Киева. 25 июня 1941 года немецкие самолёты совершили налёт на него и полностью уничтожили (после войны восстановлен не был).
С 11 июля по 24 августа 1941 года в Броварах располагался штаб Юго-Западного фронта первого формирования (командующий М. П. Кирпонос).
В 1941—1942 годах в Броварах находился нацистский лагерь для советских военнопленных, созданный на базе советской исправительно-трудовой колонии.
Город Бровары был освобождён от нацистов 25 сентября 1943 года. Непосредственное участие в освобождении города принимали части 163-й Роменско-Киевской Краснознамённой орденов Ленина, Суворова и Кутузова дивизии. В 1943 году в Броварах находился штаб 2-й Воздушной армии, которой командовал генерал-лейтенант авиации С. А. Красовский.
481 уроженец города погиб на фронтах Великой Отечественной войны. За годы оккупации город был почти полностью уничтожен — из 2174 домов уцелели только 138. Уроженцами Бровар и Броварского района являются 10 Героев Советского Союза.
Город Бровары получил статус города в 1956 году.

### XXI век
Город Бровары стал печально известен 20 апреля 2000 года, когда в 9-этажный жилой дом по ул. Независимости попала ракета «Точка-У» класса «земля-земля», запущенная с Гончаровского полигона в Черниговской области, пробив сквозное отверстие в перекрытии на 9 этаже, прошла до 2-го этажа, но не взорвалась. В момент попадания ракета двигалась вертикально вниз, пройдя по линии санузлов. На первом этаже располагается паспортный стол и к счастью, когда ракета упала, был неприёмный день, иначе жертв было бы больше. В результате этого 3 человека погибли, 5 получили ранения. Министерство обороны Украины до 23 апреля отрицало эту возможность, утверждая, что учебная ракета попала в запланированную цель.
По данным переписи 2001 года, население Броваров составляло 86 165 человек. Украинцы составляли 87,35 % населения города, русские — 10,70 %. Украинский язык родным назвали 86,44 % жителей города, русский — 12,89 %.
29 мая 2020 года на улицах города разгорелась жестокая перестрелка. Причиной стал конфликт между предпринимателями, занимающимися пассажирскими перевозками и нелегальными перевозчиками.
В 2022 году в ходе вторжения России в Украину в окрестности города шли бои за Бровары.
Утром 18 января 2023 года в Броварах, недалеко от детского сада, разбился вертолёт ГСЧС Украины. В результате авиакатастрофы погибли 14 человек, из них один ребёнок. Из них 9 находились на борту вертолёта. 25 человек потерпевших находятся в больнице, из которых 11 детей. Также погибло руководство Министерства внутренних дел Украины: министр внутренних дел Денис Монастырский, первый заместитель министра Евгений Енин и государственный секретарь Юрий Лубкович, находившиеся в вертолёте и летевшие в одну из горячих точек фронта.

## Население
Численность населения Броваров с 2011 по 2022 год:
| Год  | Численность |
| ---- | ----------- |
| 2011 | ▲95 979     |
| 2012 | ▲97 146     |
| 2013 | ▲98 250     |
| 2014 | ▲98 874     |
| 2015 | ▲99 623     |
| 2016 | ▲100 702    |
| 2017 | ▲100 866    |
| 2018 | ▲103 787    |
| 2019 | ▲106 346    |
| 2020 | ▲108 349    |
| 2021 | ▲109 473    |
| 2022 | ▲109 806    |

Численность населения на 1 февраля 2019 года составляет 105 888 постоянных жителей, 106 540 человек — наличное население.
По данным переписи 1926 года, украинцы составляли 86,2 % населения города, евреи — 10,0 %, русские — 2,7 %, поляки — 0,3 %.
По данным переписи 2001 года, украинцы составляли 87,35 % населения Броваров, русские — 10,70 %.

### Языковой состав
По данным переписи 1926 года, украинский язык родным назвали 84,4 % населения Броваров, еврейский — 9,3 %, русский — 5,0 %, польский — 0,2 %.
Родной язык населения по данным переписи 2001 года:
| Язык       | Численность, чел. | Доля     |
| ---------- | ----------------- | -------- |
| Украинский | 74 483            | 86,44 %  |
| Русский    | 11 104            | 12,89 %  |
| Другое     | 578               | 0,67 %   |
| Итого      | 86 165            | 100,00 % |

Украинский язык является единственным официальным и основным языком города.
По данным Государственной службы статистики Украины в 2023/24 учебном году все 237 624 учащихся в учреждениях общего среднего образования в Киевской области обучались в украиноязычных классах.

## Галерея
- Памятник Т. Г. Шевченко
- Парк имени Тараса Шевченка
- Парк имени Тараса Шевченка
- Парк имени Тараса Шевченка
- Свято-Покровский храм ПЦУ
- Собор святых апостолов Петра и Павла
- Броварня

## Экономика

### Транспорт
Бровары пересекает автодорога международного значения М01 (Киев — Чернигов — Новые Яриловичи), которая является частью Европейских автодорог E 95 и E 101, и автодорога национального значения Н07 (Киев — Сумы — Юнаковка).
Основной общественный транспорт города — маршрутные такси, которые обеспечивают как внутригородские перевозки, так и перевозки пассажиров в Киев. Действуют 7 городских и 9 пригородных маршрутов.(www.amb.ho.ua).http://www.eway.in.ua/
На железнодорожной ветке Дарница—Нежин в Броварах находятся станция «Бровары» и платформа «Княжичи». К ним можно добавить платформу «Ялынка», формально относящуюся к дачным постройкам села Княжичи, но находящуюся в 400 м от ближайших броварских объектов. http://www.uz.gov.ua/ Архивная копия от 22 сентября 2021 на Wayback Machine

### Промышленность
Бровары — важный экономический центр Киевской области. Значительное развитие здесь получили химическая промышленность, машиностроение, капитальное строительство, деревообработка. Предприятия пищевой промышленности обеспечивают городские потребности в продовольствии. В Броварском районе работает большой завод по производству безалкогольных и газированных напитков компании Кока-Кола.
Ведущие предприятия Броваров:
- «Броварский заводостроительный комбинат»
- ГП ЗПМ (Государственное предприятие «Завод порошковой металлургии»)
- ООО «Броварской алюминиевый завод» (Группа компаний Алюмета)
- Броварский радиопередающий центр;(в настоящий момент заброшен и демонтирован)
- ОАО «Броварский завод пластмасс»;
- ОАО «Броварский шиноремонтный завод»;
- ОДО «Броварский завод коммунального оборудования»;
- Броварская трикотажная фабрика ОАО «София»;
- СП «Броварский завод торгового машиностроения»;
- ЗАО «Броварский деревообрабатывающий комбинат»;
- ООО «Броварский домостроительный комбинат „Меркурий“»;
- ОАО «Краностроительная фирма „Стрела“»;
- Мебельная фабрика «Пасполини»;
- ОАО «Броварская типография»";
- ООО «Химлаборреактив» — самый крупный на Украине поставщик лабораторного и исследовательского оборудования.
- АО «БРОТЕП-ЕКО» — Завод по изготовлению вентиляторных градирен.
- Производство постельного белья и товаров для дома

## Спорт
Материальной базой развития спорта в городе являются: 2 детско-юношеские спортивные школы, Броварское высшее училище физической культуры, 2 спорткомплекса, зал бокса, стадион, ледовый каток ТРЦ «Терминал», шахматный клуб, айкидо и т. д.
В городе действуют, ФК «Бровары», гандбольный клуб «Будивельник» и несколько команд. Футбольные соревнования проводятся на стадионе «Спартак», рассчитанном на 7000 зрителей.

## Медицина
Первым и единственным врачом в Броварах в 1904 году был Исаак Фельдман, который одновременно выполнял обязанности и терапевта, и хирурга, и акушера-гинеколога, и невролога. В 1911 году земство построило амбулаторию, где уже работало 3 фельдшера.
Хронология расширения медицинской помощи в городе:
- В 1926 году в помещении амбулатории был организован стационар на 10 коек, а через 2 года их количество увеличилось до 25.
- В 1971 году были построены типичный корпус с инфекционным корпусом (всего на 240 коек) и здание поликлиники на 250 посещений в смену.
- В 1979 году был введён в эксплуатацию терапевтический корпус на 240 коек.
- В 1981 году был введён в действие новый корпус родильного дома.
- В 1991 году закончено строительство и введена в действие детская больница.
- В 1996 году завершено строительство нового хирургического корпуса.
- В 1998 году построено общежитие ЦРБ.
- В 2007 году открыта амбулатория семейной медицины в районе жилого массива «Торгмаш».
- В 2011 году завершено строительство новой районной поликлиники на 1200 посещений в смену с дневным стационаром на 30 коек.

На сегодня центральная районная больница является мощным медицинским учреждением на 785 коек, из которых 125 коек в детской больнице (всего в районе 900 коек, из них 115 коек в сельских участковых больницах), который обеспечивает медицинское обслуживание населения Броваров и Броварского района.

## Известные личности
В 1840-х годах Бровары и Броварский уезд несколько раз посетил Тарас Шевченко, что нашло отображение в его произведениях «Прогулка с удовольствием и не без морали», «Варнак», «Близнецы», «Сотник». 19 мая 1861 года процессия, которая сопровождала гроб поэта, останавливалась в Броварах, её встречали студенты и представители интеллигенции города Киева.
- В 1936 году в городе была осуществлена комплектация трудовой колонии № 5 НКВД, которой некоторое время руководил известный педагог Антон Макаренко[27].
- Александр Литус (1967) — известный украинский врач-дерматовенеролог, учёный.
- Жанна Кадырова (1981)[28] — украинская художница.
- Дмитрий Чепурный (1908—1944)[29] — украинский советский писатель, поэт.
- Мария Лагунова (1921—1995)[30] — знаменитая женщина-танкист, участница Великой Отечественной войны.
- Роман Харитинин (1987) — чемпион Украины по хортингу, спортсмен[31].

Некоторые выдающиеся украинские спортсмены являются выпускниками Броварского училища олимпийского резерва, среди них Владимир Кличко, Жанна Пинтусевич,Виктор Кузнецов (лёгкая атлетика), Олег Лисогор (плавание), Юлия Сафина (гандбол).

## Города-побратимы
Список городов-побратимов:
- Фонтене-су-Буа, Франция (1989)
- Хэнъян, Хунань, КНР (1995)
- Рокфорд, шт. Иллинойс, США (1996)
- Силламяэ, Эстония (2003)
- Красницкий повет, Польша (2005)
- Гнезненский повет, Польша (2009)
- Тонала, Мексика (2010)
- Чжаньцзян, КНР (2013)
- Санта-Маринелла, Италия (2015)
- Гродзиский повет, Польша (2017)
- Такома, США (2017)
- Задар, Хорватия (2018)
- До 2016 года городом-побратимом Броваров был российский город Щёлково. В 2016 году руководство города Бровары в одностороннем порядке разорвали побратимские отношения на фоне «российской агрессии на востоке Украины».